# Gigō Funakoshi
Gigō Funakoshi (船越義豪 Funakoshi Gigō, Funakoshi Yoshitaka en japonès) (1906—1945) va ser el tercer fill de Gichin Funakoshi (船越 義珍) (fundador de l'estil shotokan 松濤館流 i pare del karate modern) se li atrueix el desenvolupament del karate shotokan modern.
Gigō Funakoshi nasqué a Okinawa i se li diagnosticà tuberculosi a l'edat dels set anys. Començà el seu estudi del karate a l'edat de dotze anys. Quan fa fer els disset es mudà a Tòquio amb el seu pare i es convertí en tècnic de radiografies del ministeri d'educació.